# Hai shang hua
Hai shang hua (海上花S, Hǎi Shàng HuāP), anche conosciuto con il titolo inglese Flowers of Shanghai, è un film del 1998 diretto da Hou Hsiao-hsien.

## Trama
Il film è ambientato nella Shanghai nel 1884 durante la dinastia Qing, in quattro bordelli eleganti (case di fiori): ognuno ha una zia (chiamata signora), una cortigiana nel fiore degli anni, servitori più anziani e ragazze educate ad essere perfette concubine, ognuna con i suoi segreti, ognuna con le sue ambizioni, intente a tessere trame pur di arrivare a soddisfare i propri desideri. Gli uomini si riuniscono intorno ai tavoli colmi di cibo, giocando. Tubi di oppio sono sempre a portata di mano. Le donne vivono all'interno di pareti fatte di pannelli scuri; le atmosfere sono soffocanti e claustrofobiche.
Le cortigiane sono acquistate in tenera età dai proprietari di bordelli, altrimenti note come "zie". Nonostante il lusso e la ricchezza che le circonda, le cortigiane vivono una vita di schiavitù. Anche se ci sono solo pochi riferimenti espliciti a violenze contro le cortigiane, siamo portati a intuire che le percosse sono frequenti e comuni da parte delle zie più severe. L'unica via di riscatto in cui può sperare una cortigiana, conosciute come "ragazze fiore" sta nello sperare di pagare i loro debiti, un giorno (possibilmente grazie ad un ricco mecenate) o di sposarsi, elevando così il loro stato sociale. Il rapporto tra i ricchi mecenati e le cortigiane sono semi-monogami, spesso della durata di molti anni.
Wang ha una relazione contrastata con la non più giovane Crimson ma sposa Pearl, che poi lo tradisce. Jade simula il suicidio per conquistare l'ingenuo Luo. La verità sui complessi rapporti che legano clienti e prostitute emerge man mano, e non lascia spazio ad alcuna consolazione: Wang è destinato a sbagliare ogni volta, e scompare anche dalle ultime sequenze del film, lasciando che altri raccontino il fallimento delle sue illusioni. Ipnotico come la musica di Yoshihiro Hanno, struggente nell'esprimere un senso di perdita.

### Personaggi
- Crimson, ragazza fiore del bordello Huifang (薈芳里)
- Pearl, ragazza fiore del bordello Gongyang (公陽里)
- Emerald, ragazza fiore del bordello Shangren (尚仁里)
- Jasmine, ragazza fiore del bordello Hexing (東合興里)
- Jade, ragazza fiore del bordello Gongyang (公陽里)
- Master Wang
- Master Luo
- Golden Flower
- Huang, la zia

## Produzione
Dal romanzo di Han Bangqing, tradotto da Eileen Chang e adattato dalla sceneggiatura di Chu Tien-wen, Hou trae materia per uno dei suoi film più affascinanti e difficili. Tutto girato in interni, con virtuosistici piani sequenza a lume di lampada, costituisce un mondo chiuso per riflettere sulle regole e le illusioni d'amore.
Non esiste montaggio e la macchina da presa resta più o meno immota, attendendo che i personaggi entrino ed escano dal suo campo visivo; ma se questa è la cifra stilistica di Hou Hsiao-hsien anche in Città dolente e Il maestro burattinaio, in Hai shang hua la narrazione si piega ulteriormente alle esigenze dell'inquadratura. Il film è composto in tutto da 38 lunghe inquadrature.

## Colonna sonora
La musica è scritta dal compositore giapponese Yoshihiro Hanno in collaborazione con Takeo Touyama e Yoshikazu Madokoro.

### Album
La colonna sonora del film venne pubblicata il 21 settembre 1998 in giappone in un album in formato CD intitolato Flowers of Shanghai (Original Soundtrack) prodotto dall'etichetta T.M. Music ed include 12 tracce.

#### Tracce
1. "History ~ End Credit" - 5:48
2. "Life In Clamor" - 3:58
3. "Doze" - 5:39
4. "A Slice Of Life #1" - 1:53
5. "Flowers Of Shanghai ~ Main Theme" - 4:51
6. "Queer" - 4:14
7. "Seeker's Rhapsody" - 4:54
8. "A Slice Of Life #2" - 3:09
9. "Virtue" - 3:09
10. "Oblivion" - 3:15
11. "Nocturne" - 3:07
12. "History ~ Reprise" - 3:37

## Distribuzione
Le date di uscita internazionali dal 1998 sono state:
- maggio 1998 in Francia al Festival di Cannes (Les fleurs de Shanghai)
- 11 settembre 1998 in Canada al Toronto Film Festival (Flowers of Shanghai)
- ottobre 1998 Stati Uniti al Chicago International Film Festival (Flowers of Shanghai)
- 1 ottobre 1998 a Taiwan al Golden Horse Film Festival (海上花)
- 5 ottobre 1998 negli Stati Uniti al New York Film Festival
- 17 ottobre 1998 in Giappone
- 17 novembre 1998 in Argentina al Mar del Plata Film Festival (Las flores de Shanghai)
- 18 novembre 1998 in Francia
- 21 luglio 1999 in Belgio
- 21 luglio 1999 ad Hong Kong
- 24 luglio 1999 in Nuova Zelanda al Auckland Film Festival
- 23 aprile 2002 in Argentina al Buenos Aires International Festival of Independent Cinema
- 21 novembre 2005 in Grecia al Thessaloniki International Film Festival (Ta louloudia tis Sangais)

Il film rimane inedito in Italia.

## Accoglienza

### Critica
Rotten Tomatoes riporta che il 90% di 10 critici campionati ha dato le recensioni positive di film, che ha ottenuto una media di voto di 8.1 su 10.
Il critico cinematografico J. Hoberman ha definito Hou Hsiao-Hsien il miglior regista degli anni '90, citando Hai shang hua come uno dei tre capolavori di Hou da quel decennio.

## Riconoscimenti
- 1998 - Asia Pacific Film Festival
  - miglior direttore artistico - Huang Wen-ying
  - migliore regia - Hou Hsiao-hsien
- 1998 - Festival di Cannes
  - candidatura alla Palma d'oro
- 1998 - Golden Horse Film Festival[5]
  - miglior direttore artistico - Huang Wen-ying
  - premio della giuria
- 1999 - Kerala International Film Festival
  - Golden Crow Pheasant - Hou Hsiao-hsien

Il film è stato votato come terzo miglior film del 1990 nel 1999 Village Voice Film Poll.